# Halterofilismo nos Jogos Paralímpicos de Verão de 2012 - Mais de 82,5 kg feminino
A disputa da categoria acima de 82,5 kg feminino foi realizada no dia 5 de setembro no Complexo ExCel, em Londres.

## Medalhistas
| Ouro   | NGR Grace Anozie   |
| Prata  | EGY Heba Ahmed     |
| Bronze | MEX Perla Bárcenas |

## Formato de competição
Cada atleta tem 3 tentativas para efetuar um movimento válido. Uma quarta tentativa será permitida apenas se a atleta tiver a intenção de quebrar um recorde mundial ou paralímpico, no entanto, essa quarta tentativa não contará para o resultado final. Se houver empate entre duas ou mais atletas, prevalecerá aquela que tiver a menor massa corporal.

## Recordes
| Recorde mundial     | 168,0 kg | NGR Grace Anozie | Dubai, Emirados Árabes Unidos | 25 de fevereiro de 2012 |
| Recorde paralímpico | 165,0 kg | NGR Grace Anozie | Pequim, China                 | 14 de setembro de 2008  |

Nenhum recorde foi quebrado nesta competição.

## Resultados
| Pos.   | Atleta              | Massa corporal (kg) | Tentativas (kg) | Tentativas (kg) | Tentativas (kg) | Tentativas (kg) | Resultado (kg) |
| Pos.   | Atleta              | Massa corporal (kg) | 1               | 2               | 3               | 4               | Resultado (kg) |
| ------ | ------------------- | ------------------- | --------------- | --------------- | --------------- | --------------- | -------------- |
| Ouro   | NGR Grace Anozie    | 117,69              | 162,0           | 162,0           | 165,5           | –               | 162,0          |
| Prata  | EGY Heba Ahmed      | 93,52               | 140,0           | 145,0           | –               | –               | 140,0          |
| Bronze | MEX Perla Bárcenas  | 92,65               | 125,0           | 135,0           | 141,0           | –               | 135,0          |
| 4      | USA Mary Stack      | 102,41              | 129,0           | 134,0           | 137,0           | –               | 129,0          |
| 5      | BLR Liudmila Hreben | 100,33              | 125,0           | 125,0           | 136,0           | –               | 125,0          |
| 6      | PHI Adeline Ancheta | 101,59              | 120,0           | 120,0           | 129,0           | –               | 120,0          |
| 7      | KOR Lee Hyun-Jung   | 107,11              | 98,0            | 103,0           | 105,0           | –               | 103,0          |
| 8      | SVK Emília Sládková | 107,17              | 90,0            | 96,0            | 99,0            | –               | 90,0           |

Legenda
| Recorde mundial      | Recorde mundial (World record)               |                       | Recorde africano                      | Recorde africano (African) |                                           | Q | Classificado por posição (Qualified) |
| Recorde paralímpico  | Recorde paralímpico (Paralympic record)      | Recorde da América    | Recorde da América (Americas)         | q                          | Classificado por melhor tempo (Qualified) |   |                                      |
| Melhor marca do ano  | Melhor marca do ano (World leading)          | Recorde asiático      | Recorde asiático (Asian)              | DNS                        | Não largou (Did not start)                |   |                                      |
| Recorde nacional     | Recorde nacional (National record)           | Recorde europeu       | Recorde europeu (European)            | DNF                        | Não terminou (Did not finish)             |   |                                      |
| Recorde pessoal      | Recorde pessoal do atleta (Personal best)    | Recorde da Oceania    | Recorde da Oceania (Oceania)          | DSQ / DQ                   | Desclassificado (Disqualified)            |   |                                      |
| Recorde da temporada | Recorde da temporada do atleta (Season best) | Recorde sul-americano | Recorde sul-americano (South America) | NM                         | Sem marca (No mark)                       |   |                                      |